# Повіт Нака-Уонума
Пові́т На́ка-Уону́ма (яп. 中魚沼郡, なかうおぬまぐん, МФА: [naka u.onuma guɴ]) — повіт в префектурі Ніїґата, Японія.